# حدابة (تعز)
حدابه هي إحدى قرى الجمهورية اليمنية. تتبع جغرافيا لمحافظة تعز وإداريًا لمديرية مشرعه وحدنان. يبلغ تعداد سكانها 1254 نسمة حسب الإحصاء الذي أجري عام 2004.